# کنارد
کنارد (به سوئدی: Knäred) یک سکونتگاه مسکونی در سوئد است که در Laholm Municipality واقع شده‌است.

## خصوصیات
کنارد ۲٫۲۶ کیلومترمربع مساحت و ۱٬۰۸۸ نفر جمعیت دارد.